# Robert Westphal

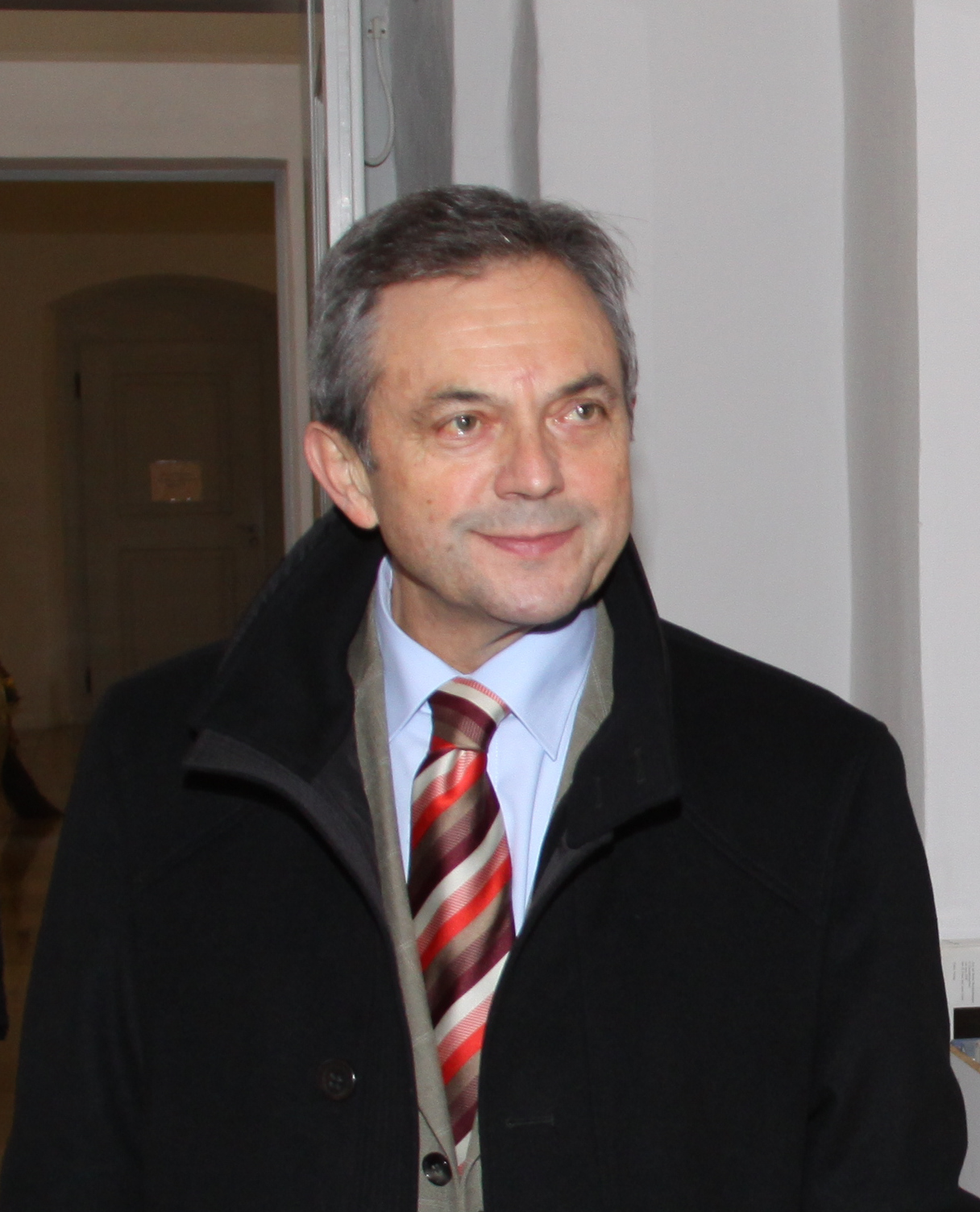
Robert Westphal

Robert Westphal (* 8. Oktober 1949) ist ein deutscher Kommunalpolitiker (CSU).
Als gewählter Stellvertreter des Landrats des mittelfränkischen Landkreises Weißenburg-Gunzenhausen übernahm Westphal vom Oktober 2010 bis April 2011 die Amtsgeschäfte aufgrund einer Krankheit des Amtsinhabers Franz Xaver Uhl. Als Uhl am 22. August 2011 im Amt verstarb, wurde Westphal interimsmäßig bis zum Amtsantritt von Gerhard Wägemann am 5. Dezember 2011 Landrat des Landkreises.

## Leben
Robert Westphal ist Besitzer eines Bauernhofs in Meinheim. Im Jahr 1988 gründete Westphal die Bäuerliche Erzeugergemeinschaft Schwäbisch Hall (BES). Er studierte Landwirtschaft an der Hochschule für angewandte Wissenschaften Weihenstephan-Triesdorf und an der Hochschule für Wirtschaft und Umwelt Nürtingen-Geislingen und erlangte den Diplomgrad des Diplom-Agraringenieurs. Ferner studierte er Rechtswissenschaften an der Friedrich-Alexander-Universität Erlangen-Nürnberg. Westphal betreibt in Weißenburg in Bayern eine Anwaltskanzlei.
Sein Sohn ist der Politiker Manuel Westphal (ebenfalls CSU).

## Politik
Robert Westphal wurde erstmals 1984 zum Mitglied des Gemeinderats von Meinheim und im gleichen Jahr zum 2. Bürgermeister gewählt. Er gewann 1996 erstmals die Kommunalwahl und wurde Bürgermeister Meinheims. Bei den Bürgermeisterwahlen 2002 und 2008 wurde er wiedergewählt. Zur Kommunalwahl 2014 trat er nicht mehr an.
Robert Westphal gehört seit dem 1. Mai 1990 dem Kreistag des Landkreises Weißenburg-Gunzenhausen an und wurde am 13. Mai 2002 in der konstituierenden Sitzung zum weiteren Stellvertreter des Landrates Georg Rosenbauer gewählt. In der Kreistagssitzung vom 12. November 2007 rückte Robert Westphal in die Position des Stellvertreters des Landrats. Die Wiederwahl zum Stellvertreter erfolgte in den Sitzungen am 5. Mai 2008 und am 5. Mai 2014. 2020, als sein Sohn Manuel Landrat wurde, wurde er als Stellvertreter nicht wiedergewählt.
Im Oktober 2010 übernahm Westphal bis April 2011 aufgrund einer Krankheit des Landrates Franz Xaver Uhl die Amtsgeschäfte. Am 22. August 2011 verstarb Uhl im Amt. Bis zum Amtsantritt von Gerhard Wägemann am 5. Dezember 2011 übernahm Westphal kommissarisch die Geschäfte des Landrats.
Westphal war Mitglied im Landesausschuss beim Bayerischen Landkreistag.

## Auszeichnungen
- 2014: Kommunale Verdienstmedaille[8]
- 2019: Kommunale Verdienstmedaille in Silber[9]